# Pop Model
Pop Model je čtvrté studiové album belgické popové zpěvačky Lio, vydané v roce 1986 u vydavatelství Polydor Records. O produkci alba se postarali Michel Esteban, Alain Chamfort, John Cale a Marc Moulin. V roce 2005 vyšlo album v reedici u vydavatelství ZE Records doplněné o několik bonusových písní.

## Seznam skladeb
| Pořadí | Název                                                                       | Hudba                     | Text             | Délka |
| ------ | --------------------------------------------------------------------------- | ------------------------- | ---------------- | ----- |
| 1.     | Pop song                                                                    | Yann Leker, Cacho Vasquez | Guillaume Israël | 3:25  |
| 2.     | Je casse tout ce que je touche                                              | Jay Alanski               | Jacques Duvall   | 3:54  |
| 3.     | Les deux pour le prix d'une                                                 | Jay Alanski               | Jacques Duvall   | 3:38  |
| 4.     | Les filles veulent tout                                                     | Isabelle Antena           | Guillaume Israël | 3:41  |
| 5.     | Dallas                                                                      | Jay Alanski               | Jacques Duvall   | 3:56  |
| 6.     | Les brunes comptent pas pour des prunes                                     | Marc Moulin               | Jacques Duvall   | 3:09  |
| 7.     | Fallait pas commencer                                                       | Jay Alanski               | Jacques Duvall   | 3:50  |
| 8.     | Veste du soir                                                               | Yann Leker                | Guillaume Israël | 3:49  |
| 9.     | Hot Love (pouze na původním vydání na CD, na původním LP vydání píseň není) | Marc Bolan                | Marc Bolan       | 3:36  |
| 10.    | Barbie                                                                      | Jay Alanski               | Jacques Duvall   | 3:49  |
| 11.    | Chauffeur, suivez cette voiture                                             | Jay Alanski               | Jacques Duvall   | 3:25  |

| Bonusy na reedici z roku 2005 | Bonusy na reedici z roku 2005                                | Bonusy na reedici z roku 2005 |
| Pořadí                        | Název                                                        | Délka                         |
| ----------------------------- | ------------------------------------------------------------ | ----------------------------- |
| 12.                           | Brunettes are no puppets                                     | 3:09                          |
| 13.                           | Les deux pour le prix d'une (alternativní verze)             | 5:10                          |
| 14.                           | Les brunes comptent pas pour des prunes (alternativní verze) | 4:48                          |
| 15.                           | Fallait pas commencer (alternativní verze)                   | 5:02                          |
| 16.                           | Je casse tout ce que je touche (alternativní verze)          | 5:11                          |
| 17.                           | Chauffeur, suivez cette voiture (alternativní verze)         | 5:02                          |
| 18.                           | Barbie (alternativní verze)                                  | 3:48                          |

## Obsazení
Hudebníci
- Lio – zpěv
- John Cale – klávesy, aranžmá
- Vincent Palmer – kytara, aranžmá
- Marc Navez – baskytara
- Marc Navez – violoncello
- Gilbert Levy – bicí
- Philippe Draï – bicí
- Marcal Filho – perkuse
- Spider Mittleman – saxofon
- Steven Stanley – syntezátory, mixing
- Dale Turner – trubka
- Peter Hatch – viola
- Edith S. Shayne – housle
- Henri Ferber – housle
- Michael Markman – housle
- Helena Noguerraová – doprovodné vokály
- Sylvaine Bordy – doprovodné vokály

Technická podpora
- Michel Esteban – producent
- Alain Chamfort – producent (skladba 6, 12, 14)
- John Cale – producent (skladby 5, 8, 10, 18)
- Marc Moulin – producent (skladby 6, 12, 14)